# Pseudotegenaria
Pseudotegenaria là một chi nhện trong họ Agelenidae.